# 佐藤善治郎
佐藤 善治郎（さとう ぜんじろう、1870年 - 1957年1月23日）は、日本の教育者、教育学者である。
千葉県生まれ。

## 経歴
代用教員を経験後、千葉県師範学校（現・千葉大学教育学部）卒業。再度教壇に立ち、1895年東京高等師範学校卒業後、神奈川師範学校（現・横浜国立大学教育人間科学部）で教鞭を執る。
横浜高等女学校（現・横浜学園高等学校）校長を経て、1914年横浜実科女学校（現・神奈川学園中学校・高等学校）創立、1922年精華小学校創立。

## 著作
- 「最近の社会教育法」『弘前大学教育学部紀要』第104巻、2010年。